# HD 74604
HD 74604，又名BD+67 560，SAO 14667、HR 3470，是一颗恒星，视星等为6.2，位于銀經148.23，銀緯36.25，其B1900.0坐标为赤經8h 39m 46.1s，赤緯+67° 36.25′ 30″。